# Ходжаєв Фахмутдін Ходжайович
Фахмутдін Ходжайович Ходжаєв (21 грудня 1915, місто Ташкент, тепер Узбекистан — 27 квітня 1975, місто Ташкент, тепер Узбекистан) — радянський партійний діяч, 1-й секретар Ташкентського міського комітету КП Узбекистану, голова Ташкентського облвиконкому. Депутат Верховної ради Узбецької РСР 4-го, 7—8-го скликань. Депутат Верховної Ради СРСР 5-го скликання.

## Життєпис
Народився в селянській родині. З 1931 року — робітник, майстер, заступник начальника цеху Ташкентської взуттєвої фабрики № 1.
Навчався в Ташкентській промисловій академії. У 1937—1941 роках — студент Ташкентського текстильного інституту.
Член ВКП(б) з 1940 року.
У 1941 році — інструктор Ташкентського міського комітету КП(б) Узбекистану, директор Ташкентської шорно-галантерейної фабрики.
З 1941 по 1946 рік служив у Червоній армії, учасник німецько-радянської війни. Був на політичній роботі в 267-й стрілецькій дивізії. Воював на Південно-Західному, 4-му Українському, 1-му Прибалтійському фронтах.
У 1946—1949 роках — секретар Ташкентського міського комітету КП(б) Узбекистану; начальник Головного управління шкіряно-взуттєвої промисловості Ради міністрів Узбецької РСР.
У 1949—1950 роках — слухач річних Курсів перепідготовки при ЦК ВКП(б).
У 1950 — серпні 1952 року — 1-й секретар Ташкентського міського комітету КП(б) Узбекистану.
У 1952—1956 роках — голова правління Узбецької республіканської Ради промислової кооперації.
У 1956—1957 роках — голова виконавчого комітету Ташкентської обласної ради депутатів трудящих.
У 1957 році — міністр текстильної промисловості Узбецької РСР; голова Ради народного господарства Ферганського економічного адміністративного району.
У 1957 році закінчив заочно Вищу партійну школу при ЦК КПРС.
У 1957—1959 роках — 1-й секретар Ташкентського міського комітету КП Узбекистану.
До 30 липня 1960 року — голова Ради народного господарства Ферганського економічного адміністративного району.
У серпні 1960 — 1965 року — заступник голови Ради народного господарства Узбецької РСР.
У 1965—1968 роках — міністр бавовноочисної промисловості Узбецької РСР.
У 1968 — 27 квітня 1975 року — міністр легкої промисловості Узбецької РСР.
Помер 27 квітня 1975 року в місті Ташкенті.

## Звання
- майор

## Нагороди
- орден Леніна
- орден Жовтневої Революції
- три ордени Трудового Червоного Прапора
- два ордени Червоної Зірки
- медаль «За бойові заслуги»
- медаль «За перемогу над Німеччиною у Великій Вітчизняній війні 1941—1945 рр.»
- медалі